# Diễn Mỹ
Diễn Mỹ là một xã thuộc huyện Diễn Châu, tỉnh Nghệ An, Việt Nam.

## Địa lý - Hành chính
Xã có diện tích 4,9 km², dân số năm 1999 là 5.979 người, mật độ dân số đạt 1.220 người/km².
Nguyên xưa, xã gồm các làng Vạn Thọ, Phúc Thọ, Kim Thịnh, Đông Tiến, Lập Thành, Đông Thượng, Mỹ Lộc, Sào Nam. Nay các làng được chia làm 14 xóm được đánh số từ 1 đến 14.

## Kênh Nhà Lê
Từ xa xưa trên địa bàn xã này có tuyến kênh Nhà Lê nối từ  kinh đô Hoa Lư đến Đèo Ngang đi qua, là tuyến đường thủy đầu tiên trong lịch sử Việt Nam và được coi là tuyến đường Hồ Chí Minh trên sông vì những đóng góp cho các cuộc chiến tranh của người Việt (hiện là một đoạn của sông Me theo tên gọi địa phương).